# Moskiewska Szkoła Edukacji Obywatelskiej
Moskiewska Szkoła Edukacji Obywatelskiej (MSEO, ros. Московская школа гражданского просвещения - МШГП, do 2013 Moskiewska Szkoła Badań Politycznych - MSBP, ros. Московская школа политических исследований - МШПИ) – rosyjska organizacja pozarządowa powołana w roku 1992 przy wsparciu Rady Europy. Obszarami zainteresowania Szkoły były m.in. prawa człowieka, rządy prawa, tworzenie i rozwój instytucji demokratycznych oraz przejrzystość i odpowiedzialność instytucji państwowych. Z czasem, wraz z kolejnymi przepisami utrudniającymi działanie organizacji pozarządowych w Rosji, ograniczyła swoją działalność, a w 2021 roku została rozwiązana.
W Polsce współpracowała m.in. z Fundacją Edukacja dla Demokracji.